# Judy Batalion
Judy Batalion, född 1977 i Montréal, är en kanadensisk författare.

## Biografi
Batalion växte upp i Montréal omgiven av familjemedlemmar som hade överlevt förintelsen. Hon har avlagt bachelorexamen i vetenskapshistoria vid Harvarduniversitetet och doktorerade därefter i konsthistoria vid Courtauld Institute of Art. Batalion har tidigare arbetat som universitetslärare och museikurator. Hennes essäer har publicerats i bland annat New York Times, Washington Post och Vogue.
Hon debuterade som författare 2016 med memoaren White Walls som ingående beskriver upplevelsen av att växa upp med en mamma som led av samlarmani. Fem år senare följde hon upp med The Light of Days (svensk titel: Våra dagars ljus) en volym som samlar historier om motståndskvinnor som underminerade och kämpade mot nazister i polska ghetton. Boken var slutresultatet av omfattande efterforskningar som börjat 14 år tidigare i samband med att Batalion börjat utforska sin judiska identitet. The Light of Days kom snart upp på New York Times lista över bästsäljande böcker. Boken är översatt eller planerad för översättning till åtminstone nitton språk och filmrättigheterna har köpts in av Steven Spielberg.
Batalion är gift och har tre barn.